# Torre Divis
La Divis Tower és una torre de 20 pisos d'alçada (61 metres) situada al carrer Divis, tram inferior de Falls Road, Belfast, Irlanda del Nord. Actualment és el quinzè edifici més alt de Belfast.

## Història
Es va construir entre 1966 i 1972 com a part del complex d'habitatges Divis Flats, actualment demolit i que comprenia dotze edificis de vuit plantes d'alçada. Agafà el nom de la propera muntanya Divis de 478m. La torre (única estructura conservada avui dia), fou un complex vertical de 96 habitatges i que contenia aproximadament uns 110 residents. Fou dissenyada per l'arquitecte Frank Robertson per al Northern Ireland Housing Trust. El lloc on s’alça la torre hi havia anteriorment l'església metodista de Falls Road dissenyada per Sir Charles Lanyon, inaugurada el 1854 i tancada el 1966. El terreny es va vendre a la Belfast Corporation per aproximadament 11.000 lliures esterlines. S’ha realitzat un documental televisiu sobre la torre.

## Conflicte nord-irlandès

### Post d'Observació de l'Exèrcit Britànic
En resposta a l’activitat de l'IRA Provisional i l'INLA a la zona, l'exèrcit britànic va ocupar, als anys 1970, les dues últimes plantes superiors de l'edifici i el terrat per construir-hi un lloc d'observació. al punt més àlgit del conflicte, l'exèrcit només va poder-hi accedir amb helicòpter.

### Primera víctima infantil
La torre Divis fou una zona calenta durant els anys dels anomenats "troubles". Patrick Rooney, un nen de nou anys, fou la primera víctima infantil del conflicte al ser assassinat una nit d'agost de 1969, quan Policia Reial de l'Ulster (RUC) va disparar una metralladora Browning des del seu cotxe blindat Shorland cap al pisos. La RUC va afirmar que en aquell moment estava sent atacada per franctiradors des de la torre. El president de la investigació sobre els aldarulls, el jutge Leslie Scarman, va considerar que l'ús de la metralladora Browning va ser "totalment injustificable".
El 12 de maig de 1981, un franctirador de l'exèrcit britànic va matar el membre de l'INLA Emmanuel McClarnon des de la part superior de la torre Divis, la nit que Francis Hughes, membre de l'IRA Provisional, va morir de vaga de fam a la presó de Maze.
El setembre de 1982, una unitat de l'INLA va fer detonar una bomba amagada en una canonada al llarg d'un balcó, matant el soldat britànic Kevin Waller, que tenia 20 anys, i dos nois, Stephen Bennet de 14 anys i Kevin Valliday de 12; tres civils més i un altre soldat britànic van resultar-ne ferits.

### Desmantellament del post d'observació
Després de la declaració de l'IRA que posava fi a la seva campanya armada, l'exèrcit britànic va decidir desmantellar el post d'observació el 2 d'agost de 2005. El 2009, les dues plantes superiors de la torre es van restablir com a habitatges. Com a part d'un programa de reforma de 1,1 milions de lliures esterlines per part de l'Executiu d'Habitatge d'Irlanda del Nord, es van proporcionar vuit pisos addicionals.

## Cultura popular
Tant la torre Divis com els enderrocats Divis Flats han aparegut en múltiples obres de cultura popular. Per exemple:

### Cinema
A la pel·lícula britànica '71, es diu als nous reclutes de l'exèrcit britànic que no entrin mai a Divis Flats. No obstant això, quan un pare i una filla troben al protagonista estirat inconscient al carrer, ferit per una metralla de bomba, el porten a casa seva a Divis Flats per curar-li les ferides. Només llavors s’adonen que és un soldat, cosa que representa un problema per a tots tres.

### Fotografia
La torre i Divis Flats apareixen en nombroses fotografies icòniques del conflicte nord-irlandès.

### Televisió
La torre va aparèixer a la popular comèdia de situació "Give My Head Peace" de la BBC Northern Ireland. Els personatges ficticis del Da, Cal, Ma, i durant un temps Dympna i Emer, tots ells vivien al "Flat 47A, Divis Tower". També apareix en diverses ocasions a la sèrie de 2024 No diguis res, com a domicili del membre l'IRA Brendan Hughes.

### Literatura
La torre s’esmenta a les novel·les The Cold Cold Ground de l'escriptor nord-irlandès Adrian McKinty i a No diguis res del periodista estatunidenc Patrick Radden Keefe.